# Spiritualité
Ne pas confondre la spiritualité avec le spiritisme, ni avec le spiritualisme.
La notion de spiritualité (du latin ecclésiastique spiritualitas)  comporte aujourd'hui des acceptions différentes selon le contexte de son usage,. Elle se rattache conventionnellement, en Occident, à la religion dans la perspective de l'être humain en relation avec des êtres supérieurs (dieux, démons) et le salut de l'âme.
Elle se rapporte, d'un point de vue philosophique, à l'opposition de la matière et de l'esprit (voir problème corps-esprit) ou encore de l'intériorité et de l'extériorité. Elle qualifie l'activité de l'esprit en tant qu'elle se rapporte à lui-même, séparément de ce qu'il n'est pas ou plus. Par conséquent, est compris comme spirituel tout ce qui se rattache à la nature de l'esprit. Elle annonce le spiritualisme.
Elle désigne également la quête de sens, d'espoir ou de libération et les démarches qui s'y rattachent (initiations, rituels, développement personnel, Nouvel Âge). Elle peut également, et plus récemment, se comprendre comme dissociée de la religion ou de la foi en un Dieu, jusqu'à évoquer une « spiritualité sans religion » ou une « spiritualité sans dieu »,,.
Elle désigne parfois des aspects esthétiques dans la littérature.
Qu'elle se rapporte à la religion, à la philosophie, au développement personnel ou à la littérature, la spiritualité tente d'aborder ce qui est au-delà de la matière, du temps, de l’espace et de tout phénomène particulier, pour accéder à une forme d'absolu.

## Religions et spiritualité
Bien que les aspirations et pratiques spiritualistes se soient développées de façon souvent très normative (dans le cadre d’Églises établies, ou de rites traditionnels) au point de rendre les termes religion et spiritualité synonymes pendant plusieurs siècles, la notion de spiritualité s'est de plus en plus appliquée dans les travaux de théologiens, ou de sociologues pour désigner des croyances et comportements humains universels antérieurs ou postérieurs aux religions historiques et dont la motivation serait liée à l'idée d'une survie après la mort physique, à une notion plus ou moins apparentée à celle de l'âme, en tant qu'entité cohérente et indépendante du corps, ainsi qu'à des rites propitiatoires proches du chamanisme (pour appeler une bonne chasse, de bonnes récoltes, etc., voir les rites funéraires préhistoriques). Certains voient dans la spiritualité une simple expression de l'instinct de survie, voire un moyen de ne pas se confronter à la réalité de notre condition de mortels ; selon d’autres, elle révèle la mémoire intrinsèque de l’immortalité de l’âme. Si toute religion est fondée dans une spiritualité[réf. nécessaire], toute spiritualité n'est donc pas une religion. Selon certains auteurs, la distinction se ferait ainsi : il y aurait dans la religion une perspective collective et dans la spiritualité une démarche plus individuelle.

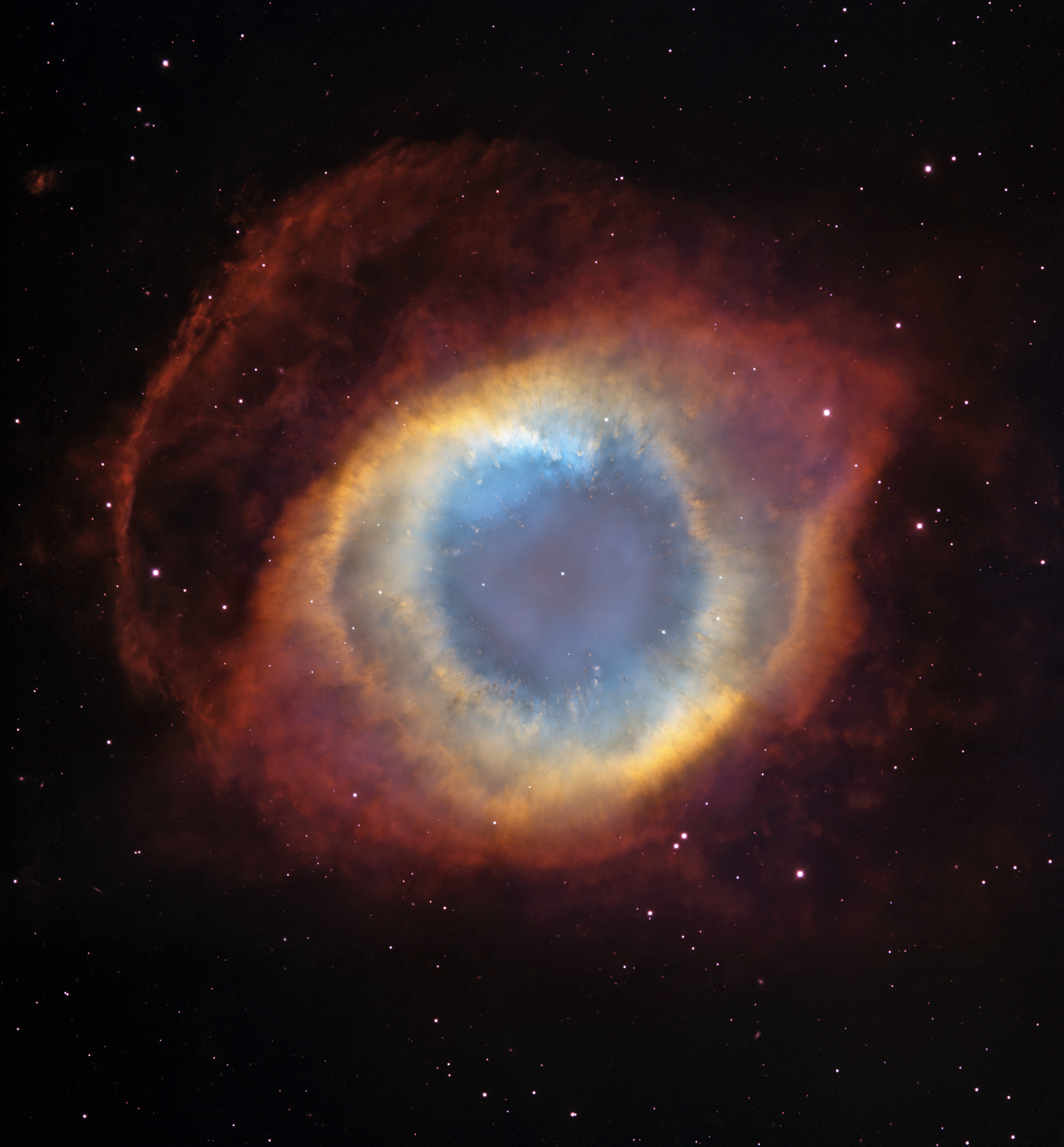
La Nébuleuse de l'hélice, parfois appelée « Œil de Dieu »

## Spiritualité dans le cadre de la religion
La spiritualité religieuse est souvent associée à l'origine latine religare, dont le premier sens (Félix Gaffiot) est : attacher par-derrière, relier , attacher, amarrer [les navires au rivage]. C'est une racine possible du mot religion. Il s'agit alors essentiellement dans un sens très extensif de se relier à Dieu, au divin, à une réalité transcendante ; un lien qui conduirait, toujours par extension, l'homme à se relier aussi à lui-même, aux autres, à la nature ou à l'univers. Beaucoup d'auteurs cependant, et depuis l'Antiquité (Cicéron), s'appuient sur l'étymologie latine relegere, « relire », peut-être par extension « réécrire », par exemple les rituels, ou se placer dans la perspective d'une nouvelle lecture. Aujourd'hui, dans les études francophones c'est l'étymologie relegere qui est considérée comme généralement admise, tandis que dans les études anglophones c'est plutôt celle de religare.
Après avoir supplanté les spiritualités plus ou moins structurées du paganisme ou de l'animisme, les spiritualités juive, chrétienne, musulmane, se sont développées sans véritable concurrence pendant de nombreux siècles en Occident, jusqu'au siècle des Lumières. Dans tous les pays où ces religions n'étaient pas parvenues à s'imposer, des spiritualités locales ont cependant continué à se développer.

### Pratiques associées
Différentes pratiques sont issues des spiritualités religieuses :
- la méditation, la prière, la lecture (de textes sacrés (voir lectio divina) et leurs commentaires, de livres de piété), l'audition (lectures à voix haute, prêches) ;
- le travail manuel ou intellectuel, la lecture (d'ouvrages savants ou d'autres traditions), l'écriture, le chant (musique sacrée), les « bonnes œuvres » (secours aux nécessiteux ou aux malheureux, prêche, instruction) ;
- la réflexion, l'engagement dans la société, la rencontre et surtout le dialogue.

Certaines de ces activités sont solitaires, d'autres collectives, certaines se vivent dans la réclusion volontaire (cellule monastique) et d'autres « à l'extérieur » (dans la société civile). Certaines sont contemplatives, d'autres plus pratiques. Le choix des activités et l'importance relative donnée à chacune permettent d'approcher la « spiritualité » qui diffère à chaque courant spirituel.

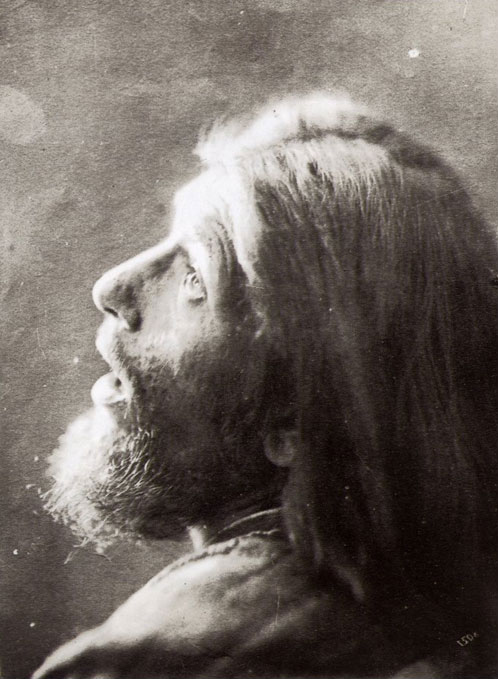
Photographie d'un derviche extatique pendant un rituel soufi

Toutes ces activités sont expressément définies et organisées lorsque l'expérience spirituelle est vécue au sein d'un monastère (ou son équivalent couvent, ashram, confrérie), les tâches domestiques sont alors également incluses dans le champ de la pratique spirituelle et donc stipulées par la Règle monastique.

### Notion «d'expérience spirituelle»
La spiritualité n'est pas limitée à une démarche conceptuelle ou dogmatique. L'expérience spirituelle (ou expérience mystique), par la recherche d'intériorité, de connaissance de soi, de transcendance, de sagesse, ou de dépassement des limitations de la condition humaine est indissociable de la démarche intellectuelle. C'est pourquoi la spiritualité débouche généralement sur des démarches corporelles, émotionnelles et mystiques, cherchant à générer une expérience transcendante, une relation (selon l'une des étymologies de religion) avec Dieu, le Soi, la Conscience, l’Âme, le Monde, le Devenir, etc. Pour certains, le but de la spiritualité est une exploration profonde de l'intériorité, conduisant à l'éveil spirituel, une conversion intime, ou l'accession à un état de conscience modifié et durable.
L'expérience spirituelle n'abolit pas de manière absolue les conditionnements, mais, en ouvrant l'homme à une dimension qui les transcende, elle l'en rend intérieurement libre. [Desjardins Arnaud et Farcet Gilles, Regards sages sur un monde fou, La Table Ronde]

## Spiritualité hors du cadre des religions

### Humanisme, néopaganisme, spiritualité laïque, New Age
La spiritualité en tant qu'expression d'une aspiration aussi ancienne que l'humanité, existait avant les institutions religieuses. Après plusieurs siècles d'une spiritualité presque exclusivement religieuse, l'émergence de la philosophie (c'est une opinion discutable car la philosophie est effectivement "bornée" par le réel d'un côté et la métaphysique de l'autre. Elle est donc distincte de la religion et n'a aucune vocation, ni prétention de s'y substituer. Seule une lecture approximative de Nietzsche permet de penser la philosophie en termes de religion). Mais , le déclin de l'adhésion aux grands courants religieux et le passage à la société postmoderne ont conduit une partie des « croyants » à revendiquer à nouveau une spiritualité sans appartenance à une institution religieuse, exprimant, par exemple, une préférence pour l'humanisme (pouvant relever de l'athéisme ou non),. Une autre origine de cette transformation se trouverait dans le fait que, par la sécularisation de la société, le « religieux » place une importance plus grande sur la spiritualité, jusqu'à la recherche d'expériences mystiques individuelles, alors qu'auparavant, « dans la société plus marquée religieusement, la demande va plutôt dans le sens d’une religion plus mondaine ».
Mais c'est surtout à partir de la seconde moitié du XXe siècle, que se développent des approches spirituelles non religieuses, avec le New Age, l'adoption par l'Occident des pratiques orientales, souvent dissociées de la religion qui les contenait, et les psycho-spiritualités. Françoise Champion qualifie cette émergence des nouveaux mouvements religieux de « nébuleuse mystico-ésotérique »,, caractérisée, selon Claude Rivière, par « la primauté accordée à l’expérience personnelle et à la voie spirituelle de chacun, (…) l’inclusion de la santé (thérapie, guérison) et du bonheur ici-bas dans la visée du salut, (…) une conception moniste du monde sans séparation du naturel (écologisme), du surnaturel, de la science, de la religion et des pratiques magiques populaires ou ésotériques ». Dans le discours des pratiquants de diverses spiritualités postmodernes, on retrouve deux tendances principales « se connecter à son soi profond (se relier à soi) ou se rapprocher de l’autre (se relier à l’extérieur de soi) ». La fonction de la démarche spirituelle est alors de « se rattacher avec ferveur à l’autre, au sens large du terme : que ce soit à Dieu (pour une connexion verticale, Ellison, 1983), à un proche, aux morts, à la nature ou à une cause (pour une connexion horizontale) ».
Parmi ces nouvelles émergences, une mouvance se distingue des autres et se fait appeler spiritualité laïque. La spiritualité laïque, conçoit l'existence d'une « intuition spirituelle qui fédère l'humanité tout entière » capable de « développer une véritable « Science spirituelle » et une « Spiritualité scientifique » ». Elle se dit issue d'une « démocratisation de la spiritualité » aboutissant à une « spiritualité séculière affranchie du contrôle religieux institutionnel ». Le philosophe Vladimir Jankélévitch tentait d'approcher ainsi, à la suite de Bergson, au plus près de ce qu'il percevait comme les fondamentaux d'une spiritualité humaine, ou d'une « philosophie première », proche de la conception bouddhiste.
Le bouddhisme exprimait en effet, à son émergence, le besoin d'une régénération de la spiritualité hors des dogmes du védisme dominant en Inde. Encore aujourd'hui, selon Matthieu Ricard, interprète français du 14e Dalaï Lama : « [le Dalaï-Lama] très attaché à la notion de « spiritualité laïque », déclare que « la religion est un choix personnel et que la moitié de l’humanité n’en pratique d'ailleurs aucune et qu'en revanche les valeurs d’amour, de tolérance, de compassion prônées par le bouddhisme concernent tous les humains, et cultiver ces valeurs n’a rien à voir avec le fait d’être croyant ou non ». »

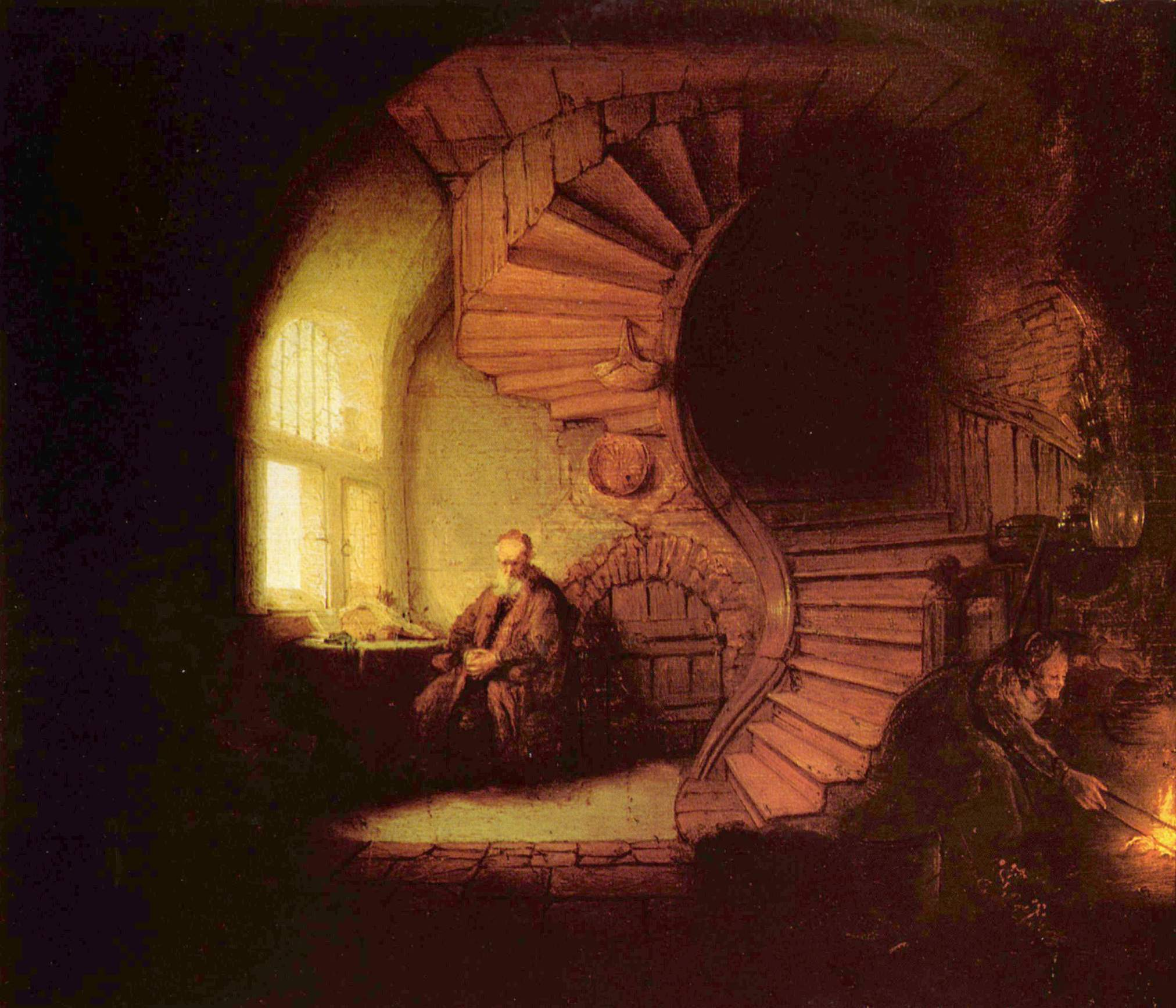
« Philosophe en méditation », Rembrandt, 1632

Le néo-paganisme du XXe siècle est une résurgence des croyances et pratiques, plus ou moins revisitées, qui précédaient le christianisme avant la fin du IVe siècle.

### Spiritualité en philosophie
La philosophie est une approche qui repose, en principe, sur la raison. La spiritualité est fondée sur la notion plus évasive et aléatoire de l'« expérience intérieure » ou de la croyance. Pour le philosophe, le discours devrait toujours faire référence à une expérience possible (Kant) et ne jamais spéculer sur du vide. La philosophie concerne plutôt la « pensée » là où la spiritualité s'intéresse à l'« Esprit », dans le sens spiritualiste du terme. Bien que pour Spinoza, il existe cependant quelque chose de l'ordre de l'intuition (ou de l'évidence, pour Descartes), donc pas seulement de l'expérience empirique, et conduisant à la vérité, pour le philosophe, en général, la spiritualité est une notion valide, aussi longtemps qu'elle ne fait pas « référence à des croyances, religieuses ou autres » et qu'elle se définit comme « l’incidence de la vérité (comme telle) sur le sujet (comme tel) ».

### Combinaison des spiritualités et de la psychothérapie
Dans les doctrines comme le soufisme, le taoïsme, l'hindouisme, le bouddhisme, l'être humain est considéré comme souffrant du déséquilibre de ses émotions, de ses fixations mentales, de ses « mémoires » (vāsanā et saṃskāra en sanskrit) et du manque d'harmonie entre les différentes composantes de l'être : l'intellect, le corps, la parole, etc. La « guérison spirituelle » est généralement recherchée avec l'appui et l'encadrement d'un maître, d'un guide, dénommé lama, gourou ou cheykh selon les traditions. Au travers de la relation entre le disciple et le maître, ce dernier jouait parfois le rôle d'un thérapeute avant l'heure, et le disciple était proche du « patient » de la médecine moderne. Cette approche spirituelle reste cependant limitée aujourd'hui aux régions du monde où la relation de maître à disciple est perçue comme une composante naturelle des relations humaines.
Le psychothérapeute joue un rôle similaire (en France, le développement de cette pratique a conduit à l'élaboration d'une loi pour mieux encadrer la profession et éviter que le psychothérapeute se confonde avec l'image du gourou). L'expérience des groupes des alcooliques anonymes a souvent été donnée en exemple ou, alternativement, montrée du doigt, comme une combinaison de psychothérapie et de spiritualité.
Dans les pays occidentaux, quelques psychanalystes en vinrent à penser que certaines pathologies pourraient ne pas trouver de résolution par l'analyse seule. Après avoir montré le rôle important de la société dans la névrose, l'analyse débouchait parfois sur des problèmes qualifiés de « spirituels ». Certains psychanalystes, dont Jung, se tournèrent vers l'étude de pratiques issues de religions traditionnelles afin de « guérir l'âme ». Ainsi, dans les années 1960, les travaux de Jung avec la collaboration d'Abraham Maslow, de Roberto Assagioli entre autres, en collaboration avec des scientifiques et des moines bouddhistes, ont donné naissance à la psychologie transpersonnelle.
Le New Age, syncrétique, éclectique, a contribué à brouiller les signes religieux traditionnels en développant une spiritualité sans frontière ni contours bien définis. L'usage des psychothérapies les plus diverses (ainsi que des médecines non conventionnelles) y est dominant. La séparation traditionnelle entre le conseil spirituel et le conseil thérapeutique y est souvent gommée.

## Une critique des spiritualités du postmodernisme
Selon certains auteurs, ce qu'ils qualifient de « spiritualités fugitives » (fuyant la société), serait le résultat d'un « manque de transcendance » dans l'espace social. La rupture avec le monde de ces nouvelles spiritualités les conduit à « évoluer librement » au point de ne plus pouvoir être questionnées faute de l'existence d'espaces créés à cet effet. L'affirmation courante, dans certaines formes de spiritualités « libres » issues du postmodernisme, que la spiritualité n'a pas besoin de la « vérité » (voire d'objectivité) mais uniquement de la « beauté » et d'absence de contrainte, sexuelle, intellectuelle voire financière est un sujet de débat autant pour les religions établies que pour les observateurs laïcs qui associent généralement ces nouveaux courants à des sectes par le potentiel de dérives qu'ils leur semblent contenir.